# 15007 Edoardopozio
15007 Edoardopozio (tên chỉ định: 1998 NA) là một tiểu hành tinh vành đai chính. Nó được phát hiện bởi Vincenzo Silvano Casulli ở Osservatorio Colleverde di Guidonia ngày 5 tháng 7 năm 1998. Nó được đặt theo tên Edoardo Pozio, một nhà sinh vật học người Ý ở Istituto Superiore di Sanità thuộc thủ đô Roma.Ông là tác giả của hơn 250 bài báo về lĩnh vực dịch bệnh Ronotic Parasitic.